# Ctenoplectra albolimbata
Ctenoplectra albolimbata là một loài Hymenoptera trong họ Apidae. Loài này được Magretti mô tả khoa học năm 1895.
Loài này phân bố ở Zimbabwe.